# Sören und Bettina
Sören und Bettina (später auch: Bettina und Sören bzw. Tina und Søren) war ein christliches Gesangsduo, bestehend aus Bettina Alms und Sören Kahl.
Das damalige Ehepaar Kahl aus Blockflötistin und Violinistin Bettina und Klemata-Frontsänger Sören veröffentlichte 1994 sein erstes gemeinsames Album, selbstnennend als Sören und Bettina betitelt, auf dem sie meist im Duett auftraten, das jedoch auch einige Instrumentalstücke für Blockflöte und Violine beinhaltete. Das Album erschien im Label Schulte & Gerth und erntete gemischte Kritik aus der christlichen Musikszene – vor allem aufgrund des als weniger aktuell empfundenen stilmäßigen Wandels Sörens im Vergleich zu seiner ehemaligen Band Klemata. Vom Publikum jedoch begeistert aufgenommen, brachte Schulte & Gerth 1996 das Nachfolgealbum Bilderwelt produziert von Dirk Schmalenbach mit gleichem Konzept auf den Markt. In den folgenden Jahren machte sich das Duo mit ihrem eigenen Label Adlib Music selbständig. In Vertriebsgemeinschaft mit Abakus Musik erschienen hier drei weitere Alben und eine Single.
2001 pausierte das Duo aufgrund privater Probleme seine Konzerte, 2005 trennten sich die beiden und ließen sich daraufhin scheiden, das Gesangsduo löste sich damit auf.

## Diskografie
- Sören und Bettina, 1994 Schulte & Gerth
- Bilderwelt, 1996 Schulte & Gerth
- Gute-Laune-Lieder, 1997 Adlib Music
- Sprache der Liebe, 1998 Adlib Music
- Diese Nacht (Single), 1999 Adlib Music
- Was am Ende bleibt, 2000 Adlib Music